# Великий Осолник
Великий Осолник (словен. Veliki Osolnik) — поселення в общині Велике Лаще, Осреднєсловенський регіон, Словенія. 
Висота над рівнем моря: 678,2 м.